# Девятилетняя война (Ирландия)
Девятилетняя война (ирл. Cogadh na Naoi mBliana, или Cogadh Naoi mBlian), или Тиронское восстание, — вооружённый конфликт между вождями ирландских кланов и английскими оккупационными войсками в Ирландии, длившийся с 1593 по 1603 годы. Восстание было поднято королями независимых ирландских королевств Тир Эогайна (Тирона) и Тир Конайлла (Тирконнелла). Бои шли во всех частях острова, но в основном в северной провинции Ульстер, где располагались мятежные королевства. Конфликт закончился поражением восставших.
Тиронское восстание было крупнейшим вооружённым конфликтом, в котором участвовала Англия в эпоху правления королевы Елизаветы. На пике конфликта (в 1600—1601 гг.) воинский контингент английской армии в Ирландии составлял более 18 тысяч солдат. Для сравнения, английская армия, помогавшая голландцам во время Нидерландской революции, никогда не превышала 12 тысяч бойцов.

## Предпосылки

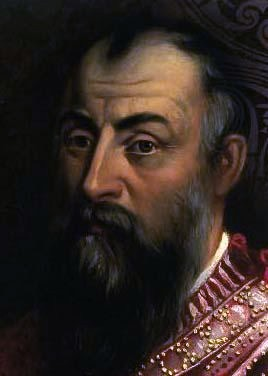
Аод О'Нейлл

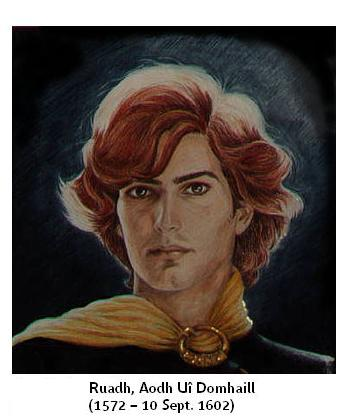
Хью Роэ О’Доннел (Аод Руад О'Доннелл), предположение современного художника

Поводом для войны послужило противостояние между вождём ирландского клана О'Нил Аода О'Нила, второго графа Тирона, и английской экспансией в Ирландии. Англичане двигались из Пейла, стараясь покорить весь остров. Для сопротивления англичанам Аод О Нейлл сумел сплотить других ирландских вождей, недовольных продвижением англичан, и католиков, недовольных распространявшимся из Пейла протестантизмом.

### Восстание Хью О'Нила
Хью О'Нил происходил из могущественного селения О'Нилов Тир Эогайн, которое доминировало в центре северной провинции Ольстер. Его отец, Мэтью О'Нил, барон Данганнон, был известным сыном Конна О'Нила Хромого,  первым О'Нилом, наделённым английской короной титулом графа Тайрона. Мэтью О'Нил был убит, а Шейн О'Нил изгнал Хью из Ольстера.  Семья Ховенден воспитала Хью в Пале, и английские власти спонсировали его как надежного лорда. В 1587 году Хью О'Нил убедил королеву Елизавету I сделать его графом Тироном (или Тиром Эогейном), английское название, которое носил его дедушка. Однако настоящая власть в Ольстере заключалась не в юридическом титуле графа Тирона, а в положении вождя рода О'Нил, тогдашней должности Турлофа Люнейха Нейла. Эта должность командовала повиновением всех О'Нилов и их иждивенцев в центральном Ольстере в 1595 году. Только после того, как в сентябре 1595 года умер Тёрлоф Луиних О'Нил (Турлоф Люнейх Нейл), Хью О'Нил мог быть объявлен как «О'Нил».
От Хью Роу О'Доннелла, его союзника, Хью О'Нил завербовал шотландских наемников (известных как Красноногие).  На своих территориях О'Нил имел право на ограниченную военную службу от своих подчиненных. Он также завербовал своих арендаторов и иждивенцев на военную службу и привязал крестьянство к земле для увеличения производства продовольствия. Кроме того, он нанял большие контингенты ирландских наемников. Чтобы вооружить своих солдат, О'Нил купил мушкеты, боеприпасы и пики в Шотландии и Англии. С 1591 года О'Доннелл от имени О'Нила связывался с королём Испании Филиппом II, призывая к военной помощи против их общего врага и ссылаясь также на их общий католицизм. С помощью Испании О'Нил мог вооружить и накормить более 8000 человек, беспрецедентных для гэльского лорда, и поэтому был хорошо подготовлен к тому, чтобы противостоять любым дальнейшим попыткам англичан управлять Ольстером.

## Начало войны
В 1592 году Хью Роу О'Доннелл изгнал английского шерифа, капитана Уиллиса, со своей территории, Тира Шонайя (ныне часть графства Донегол).  В 1593 году Магуайр при поддержке войск из Тайрона во главе с братом Хью О'Нила, Кормаком Макбароном, объединился, чтобы противостоять вступлению Уиллиса в качестве шерифа в Ферману Магуайра.  После того, как Уиллис был изгнан из Ферманы, Магуайр с помощью Макбарона предпринял карательные набеги на северный Коннахт, сжигая деревни вокруг замка Баллимот.  Магуайр начал более амбициозный набег на Коннахт в июне, когда он столкнулся с войсками во главе с губернатором Коннахта сэром Ричардом Бингхэмом, но англичане были отбиты, и Магуайр продолжал грабить Роскоммон, прежде чем вернуться на север.  В ответ силы короны были собраны под командованием сэра Генри Багенала, который начал экспедицию в Монахан, а затем в Ферману, чтобы сокрушить Магуайра и его союзников, получив его поручение 11 сентября 1593 года. Багенал имел под своим командованием 144 всадника и 881 пехотинцев, к которым О'Нил должен был привезти ещё 200 лошадей и 1200 пехотинцев. Багенал вошёл в Ферману 22 сентября, а через четыре дня к нему присоединился О'Нил.  Не в состоянии пересечь реку Эрн, Багенал и О'Нил прошли (отдельно) на север к северному концу озера Лох-Эрн.  Блокирующие силы были размещены Магуайром у брода при Беллике, но они были преодолены Багеналом и О'Нилом в битве при Беллике 10 октября.
Первоначально О'Нил помогал англичанам, надеясь, что его будут называть лордом-президентом Ольстера.  Елизавета I, тем не менее, боялась, что О'Нил не собирался быть простым землевладельцем и что его амбиции состоят в том, чтобы узурпировать её авторитет и стать «принцем Ольстера».  По этой причине она отказалась предоставить О'Нилу провинциальное президентство или любую другую должность, которая дала бы ему право управлять Ольстером от имени короны.  Как только стало ясно, что Генри Багенал стал главой Ольстера, О'Нил признал, что наступление англичан было неизбежным, и поэтому присоединился к своим союзникам в открытом восстании в феврале 1595 года с нападением на Форт Блэкуотер, который охранял  стратегический мост через реку Блэкуотер.
Позже в 1595 году О'Нил и О'Доннелл обратились за помощью к королю Испании Филиппу II и предложили стать его вассалами.  Он также предложил сделать своего кузена, эрцгерцога Альберта, принцем Ирландии, но из этого ничего не вышло.  Филипп II ответил, поощряя их в январе 1596 года.  Неудачная армада отплыла в 1596 году;  Война в Ирландии стала частью более широкой войны.

## Победа ирландцев у Йеллоу Форда
Английские власти в Дублинском замке не сразу поняли масштабы восстания.  После неудачных переговоров в 1595 году английские армии попытались прорваться в Ольстер, но были отбиты обученной армией, в том числе мушкетерами на подготовленных позициях;  после сокрушительного поражения в битве при Клонтибрете, последовательные наступления англичан были отброшены в последующие годы.  В битве при Йеллоу Форде в 1598 году до 2000 английских солдат были убиты после нападения на марширующих к Арме солдат.  Остальные были окружены в самом Арме, но договорились о безопасном проходе для себя в обмен на эвакуацию из города.  Личный враг О'Нила, сэр Генри Багенал, командовал армией и был убит во время ранних сражений.  Это было самое тяжелое поражение английской армии в Ирландии до этого момента.
Победа вызвала восстания по всей стране с помощью наемников О'Нила и контингентов из Ольстера, и именно в этот момент война развивалась в полную силу.  Хью О'Нил назначил своих сторонников вождями и графами по всей стране, особенно Джеймса Фицтомаса Фицджеральда в качестве графа Десмонда и Флоренции МакКарти в качестве Маккарти Мора.  В Мюнстере восстали 9 000 человек.  Плантациям Мюнстера, колонизировавшимся английскими поселенцами провинциям, был нанесен серьёзный удар;  колонисты, в том числе Эдмунд Спенсер, бежали, пытаясь сохранить свою жизнь.
Только горстка местных лордов оставалась неизменно верной короне, и даже они обнаружили, что их родственники и последователи перешли на сторону повстанцев.  Однако все укрепленные города страны были на стороне английского колониального правительства.  Хью О'Нил, неспособный захватить города-крепости, неоднократно призывал жителей Пале присоединиться к его восстанию, взывая к их католицизму и их отчуждению от дублинского правительства и провинциальных администраций.  Однако по большей части потомки норманнов оставались враждебными по отношению к своим потомственным гэльским врагам.

## Граф Эссекс возглавляет оккупационные силы

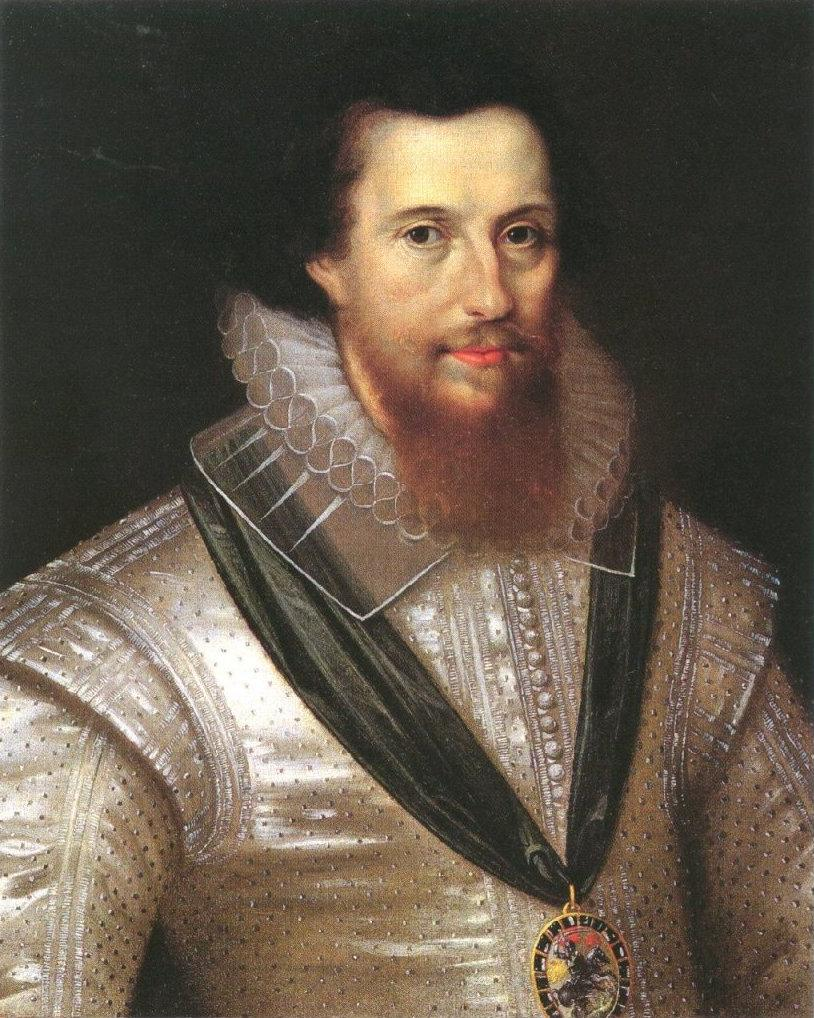
Роберт Деверё, 2-й граф Эссекс, изображение примерно 1596 года

В 1599 году Роберт Деверё, 2-й граф Эссекс, прибыл в Ирландию с более чем 17-тысячной английской армией. Граф Эссекс воспользовался советом ирландского тайного совета, чтобы укрепить юг страны английскими гарнизонами, прежде чем предпринять попытку наступления на провинцию Ольстер, но это рассеяло его силы, и в конечном итоге он потерпел многочисленные неудачи в беспорядочном продвижении через Южный Лейнстер и Мюнстер. Эссекс провел почти все свое время в Ирландии, ожидая транспорта, который ему был обещан перед отъездом, поскольку это был единственный эффективный способ достичь заявленной цели — залива Лох-Фойл. Но отсутствие административной эффективности в Англии привело к тому, что планы графа Эссекса пошли наперекосяк, и необходимые вьючные животные и корабли так и не были отправлены. Военные рейды, которые он организовал, были катастрофическими, особенно экспедиция через горы Керлью в Слайго, которая была разгромлена Хью Роэ О’Доннеллом в битве при перевале Керлью (5 августа 1599 года). Тысячи его солдат, запертых в антисанитарных гарнизонах, умерли от таких болезней, как брюшной тиф и дизентерия.
Когда граф Эссекс повернулся к Ольстеру, он вступил в переговоры с Хью О’Нилом и согласился на перемирие, которое было сильно раскритиковано его врагами в Лондоне, несмотря на признание королевой Елизаветы. Ожидая отзыва в Англию, Роберт Деверё отправился в Лондон в 1599 году без разрешения королевы, где был казнен после попытки переворота. В Ирландии его сменил Чарльз Блаунт, лорд Маунтджой, который оказался гораздо более способным командиром, хотя его больший успех мог объясняться тем, что он был обеспечен всей административной поддержкой, которой не хватало Эссексу. Кроме того, два ветерана ирландской войны, Джордж Кэрью и Артур Чичестер, получили командование в Мюнстере и Ольстере, соответственно.
В ноябре 1599 года Хью О’Нил направил английской королеве Елизавете документ из 22 пунктов, в котором перечислял свои условия мирного соглашения. Они призывали к самоуправлению Ирландии с реституцией конфискованных земель и церквей, свободе передвижения и римско-католического вероисповедания. В отношении ирландского суверенитета он теперь принял английский сюзеренитет, но просил об этом вице-короля «...быть, по крайней мере, графом и членом Тайного совета Англии». Советник Елизаветы сэр Роберт Сесил прокомментировал документ, поставив на полях слово «Утопия».

## Конец сопротивления в Манстере
Джордж Кэрью, английский лорд-президент Манстера, сумел более или менее подавить восстание в Манстере к середине 1601 года, используя смесь примирения и силы. К лету 1601 года он отвоевал большинство главных замков Манстера и рассеял ирландские отряды. Он сделал это, заключив договор с Флоренсом Маккарти, главным гэльским ирландским лидером в провинции, что позволило Маккарти быть нейтральным, в то время как Кэрью сосредоточился на нападении на силы Джеймса Фицтомаса Фицджеральда, который командовал основными силами повстанцев. В результате, хотя Маккарти и сопротивлялся английским набегам на его территорию, он не пришёл на помощь Фицтомасу, несмотря на уговоры О’Нила и О’Доннелла сделать это.
Летом 1600 года Джордж Кэрью начал наступление против войск Джеймса Фицтомаса Фицджеральда. Англичане разгромили войска Фицтомаса при Ахерлоу, и в ноябре Кэрью доложил в Лондон, что за лето он убил 1200 «мятежников» и принял капитуляцию более 10 000. Кэрью также ослабил позиции Флоренса Маккарти, завербовав на английскую службу конкурирующего вождя клана Маккарти, Донала.
В июне 1601 года Джеймс Фицтомас Фихджеральд был взят в плен английскими войсками. Вскоре после этого Джордж Кэрью арестовал Флоренса Маккарти, вызвав его на переговоры. Они оба находились в плену в Лондонском Тауэре, где Фицтомас в конце концов и умер. Большинство местных лордов подчинились, как только были арестованы главные вожди ирландцев. Наемники Хью О’Нила были изгнаны из провинции Манстер.

## Битва при Кинсейле и поражение восстания

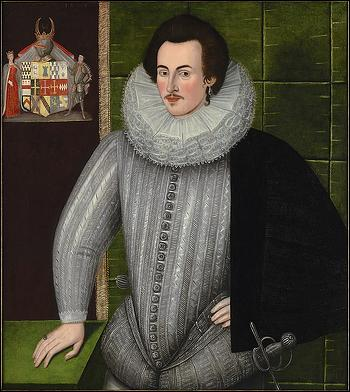
Чарльз Блаунт, 8-й барон Маунтжой, изображение сделано около 1594 года

Лорд Маунтджой сумел проникнуть в глубь Ольстера, высадившись в Дерри (тогда принадлежавшем графству Колрейн) под командованием Генри Доквры и в Каррикфергусе под командованием Артура Чичестера. Генри Доквра и Артур Чичестер, которым помогал Нил Гарв О’Доннел, соперник Хью Роэ, опустошили сельскую местность в попытке спровоцировать голод и произвольно убили гражданское население.
Военные исходили из того, что без урожая, людей и скота повстанцы не смогут ни прокормить себя, ни вырастить новых бойцов. Это истощение быстро начало сказываться, и это также означало, что ольстерские вожди были привязаны в Ольстере, чтобы защищать свои собственные территории.
Хотя Хью О’Нилу удалось отразить ещё одно сухопутное наступление лорда Маунтджоя в битве при перевале Мойри близ Ньюри в 1600 году, его положение становилось отчаянным.
В 1601 году давно обещанная испанская экспедиция наконец прибыла в виде 3500 солдат в порт Кинсейл, графство Корк, фактически южную оконечность Ирландии. Лорд Маунтджой немедленно осадил испанцев во главе 7-тысячного войска. Хью О’Нил, Хью О’Доннелл и их союзники двинули свои отряды на юг, против лорда Маунтджоя, солдаты которого голодали и страдали от болезней. Во время похода на юг Хью О’Нил опустошил земли тех ирландских вождей, которые не хотели его поддерживать.
Английские войска могли быть уничтожены голодом и болезнями, но в битве при Кинсейле вопрос был решен в их пользу. 5/6 января 1602 года Хью Роэ О’Доннелл, вопреки желанию и совету своего союзника Хью О’Нила , принял решение напасть на англичан. Готовясь к внезапной атаке, ирландские вожди сами были застигнуты врасплох кавалерийской атакой, что привело к разгрому ирландских войск. Испанцы в Кинсейле сдались после поражения своих союзников.
Ирландские войска отступили на север к Ольстеру, чтобы перегруппироваться и укрепить свои позиции. Ольстерцы потеряли гораздо больше людей при отступлении через замерзшую и затопленную местность, чем в настоящей битве при Кинсейле. Последний оплот мятежников на юге был взят при осаде замка Данбой Джорджем Кэрью.
Хью Роэ О’Доннел отправился в Испанию, тщетно умоляя о новой высадке испанцев. Он скончался в 1602 году, вероятно, от отравления английским агентом. Его брат Рори взял на себя руководство кланом О'Доннел. И Рори О’Доннел, и Хью О’Нил были вынуждены перейти к партизанской тактике, сражаясь небольшими отрядами, в то время как английские командиры Чарльз Блаунт, 8-й барон Маунтжой, Генри Доквра, Артур Чичестер и Нил Гарб О’Доннел прочесывали сельскую местность. Английская тактика выжженной земли была особенно жестокой по отношению к гражданскому населению, которое погибло в огромном количестве как от прямого обстрела, так и от голода.

## Конец войны
В 1602 году Хью О’Нил разрушил свою столицу в Данганноне из-за приближения войск лорда Маунтджоя и отступил, чтобы укрыться в лесу. В качестве символического жеста Маунтджой разбил инаугурационный камень О’Нилов в Таллагоге. Голод вскоре поразил Ольстер в результате английской стратегии выжженной земли. Вассалы Хью О’Нила, или сублорды (О’Хаган, О’Куинн, Макканн), начали сдаваться, и Рори О’Доннел, брат и преемник Хью Роэ, сдался в конце 1602 года. Тем не менее, с надежной базой в больших и густых лесах глава Тирона Хью О’Нил смог продержаться до 30 марта 1603 года, когда он сдался на хороших условиях лорду Маунтджою, подписав Меллифонтский договор. Королева Англии Елизавета I Тюдор умерла 24 марта.
Хотя война фактически закончилась подписанием Меллифонтского договора (30 марта 1603 года), её последние сражения произошли во время английского вторжения в апреле 1603 года Западный Брейфне, который оставался единственным ирландским королевством, удерживавшим власть после капитуляции Хью О’Нила. Королевством правил Брайан О'Рурк, один из главных лейтенантов ирландской конфедерации и командующий ирландскими войсками во время битвы при перевале Керлью. Он не смог добиться каких-либо уступок от договора, как его сводный брат Тадг О'Рурк воевал с англичанами во время войны и получил взамен титул лорда Западного Брейфне. После двенадцатидневной осады 3-тысячная армия во главе с Тадгом О’Рурком, Генри Фоллиотом и Рори О’Доннелом 25 апреля 1603 года окончательно взяли этот район, а следовательно, и всю Ирландию под контроль англичан.

## Последствия
Лидеры восстания получили хорошие условия от нового короля Англии Якова I Стюарта в надежде обеспечить окончательное прекращение истощающей войны, которая привела Англию к банкротству. Хью О’Нил, Рори О’Доннел и другие уцелевшие вожди Ольстера были помилованы и получили обратно свои поместья. Они должны были отказаться от своих ирландских титулов, от своих частных армий, от контроля над своими подданными и присягнуть на верность только английской короне. В 1604 году лорд Маунтджой объявил амнистию для мятежников по всей стране. Причина этой очевидной мягкости заключалась в том, что англичане не могли позволить себе продолжать войну дальше. При Елизавете в Англии не было постоянной армии, и она не могла заставить свой парламент принять достаточно налогов, чтобы оплачивать длительные войны. Более того, она уже была вовлечена в войну в Испанских Нидерландах. Как бы то ни было, война в Ирландии (которая стоила более 2 миллионов фунтов стерлингов) была очень близка к банкротству английского казначейства к концу 1603 года.
Ирландские источники утверждали, что только во время Ольстерского голода 1602—1603 годов погибло до 60 000 человек. Число погибших в Ирландии может превысить 100 000 человек. По меньшей мере 30 000 английских солдат погибло в Ирландии за девять лет войны, главным образом от болезней. Таким образом, общее число погибших в этой войне, безусловно, составляло не менее 100 000 человек, а возможно, и больше.
Хотя Хью О’Нил и его союзники получили хорошие условия в конце войны, они никогда не пользовались доверием английских властей, и недоверие было взаимным. Хью О’Нил, Рори О’Доннел и другие гэльские лорды из Ольстера покинули Ирландию в 1607 году во время так называемого «Бегства графов». Они намеревались организовать экспедицию католической державы в Европе, предпочтительно Испании, чтобы возобновить войну, но не смогли найти военных сторонников.
Испания подписала Лондонский договор в августе 1604 года с новой династией Стюартов и не желала возобновлять военные действия. Кроме того, испанский флот был только что уничтожен голландским флотом в битве при Гибралтаре в апреле 1607 года. В 1608 году сэр Кахир О'Доэрти, который ранее сражался на стороне английской короны против графа Тирона, поднял восстание против английского господства, захватил и сжег город Дерри. О’Доэрти был разбит и убит в битве при Килмакренане, и восстание быстро прекратилось.
В 1608 году земли отсутствующих графов были конфискованы за попытку начать новую войну и вскоре были колонизированы на плантации Ольстера. Таким образом, Девятилетняя война стала важным шагом в английской и шотландской колонизации провинции Ольстер.

## Отражения в культурных явлениях
Девятилетняя война является основным историческим фоном мелодрамы 1939 года «Частная жизнь Елизаветы и Эссекса». Предшествующие войне события войны романтически отражены в приключенческом фильме 1966 года «Сражающийся принц Донегала» (The Fighting Prince of Donegal).
События восстания воспеты в старинной народной песне Follow Me up to Carlow, в стихах и песнях ирландских поэтов-романтиков, таких как песня O'Donnell Abúна стихи Майкла МакКанна, и других.